# Bife à café
Bife à café é a designação popular do prato bife à Marrare.
Trata-se da especialidade culinária de um popular café de Lisboa, chamado de Marrare das Sete Portas, que, no começo do século XX era frequentado por boémios.